# José María Vidal Bravo
José María Vidal Bravo (6 de maig de 1935 - 1 d'agost de 1986) va ser un futbolista espanyol que jugava com a migcampista a mitjans del segle XX.

## Carrera de club
Nascut a Madrid, Vidal va passar nou anys de la seva carrera sènior vinculat al Reial Madrid, però va ser cedit diverses vegades durant la seva etapa. Només va passar quatre temporades amb el primer equip, guanyant dos campionats de Lliga i una Copa del Generalíssim ; a més, a l'edició de 1959-60 de la Copa d'Europa, hi va contribuir amb sis partits i un gol, en un torneig que va acabar amb victòria; Va jugar com a titular la final, que el Madrid va guanyar contra l'Eintracht Frankfurt al Hampden Park de Glasgow, i que va tancar per al club madrileny la ratxa de cinc victòries consecutives a la Copa d'Europa.
Vidal va acumular un total de 117 partits i quatre gols a la primera divisió espanyola, i també va representar la competició el CD Màlaga i el Levante UD. Va morir als 51 anys a València, d'un atac de cor.

## Carrera internacional
Vidal va jugar quatre partits amb la selecció espanyola en poc menys d'un any, debutant el 14 de juliol de 1960 jugant la segona part d'un amistós que va guanyar per 4-0 a Xile.

## Palmarès
Reial Madrid
- Copa d'Europa: 1959–60
- Copa Intercontinental: 1960
- La Lliga: 1960–61, 1961–62
- Copa del Generalíssim: 1961–62